# Frankie Grande
Frank James Michael Grande Marchione (født 24. januar 1983 i New York), er en amerikansk skuespiller og danser. Han er halv-bror til skuespilleren og sangeren Ariana Grande.